# Liste der Monuments historiques in Beaumotte-lès-Pin
Die Liste der Monuments historiques in Beaumotte-lès-Pin führt die Monuments historiques in der französischen Gemeinde Beaumotte-lès-Pin auf.

## Liste der Objekte
| Bezeichnung                        | Beschreibung | Standort                                | Kennzeichnung   | Schutzstatus | Datum | Bild           |
| ---------------------------------- | --- | --------------------------------------- | --------------- | ------------ | ----- | -------------- |
| Hauptaltar                         | Altartisch, Tabernakel, Retabel und zwei Skulpturen; Stuck und Holz, farbig gefasst und vergoldet, zweites Viertel des 19. Jahrhunderts | in der Kirche Sts-Pierre-et-Paul (Lage) | PM70001873      | Inscrit      | 2004  | weitere Bilder |
| Kanzel                             | Stuck und Holz, farbig gefasst und vergoldet, datiert 1830                                                                              | in der Kirche Sts-Pierre-et-Paul (Lage) | PM70001876      | Inscrit      | 2004  | weitere Bilder |
| Altarkreuz und sechs Altarleuchter | Kupfer, 19. Jahrhundert | in der Kirche Sts-Pierre-et-Paul (Lage) | PM70001874      | Inscrit      | 2004  |                |
| Josefsaltar                        | linker Seitenaltar; Altartisch und Retabel; Stuck und Holz, farbig gefasst und vergoldet, um 1830                                       | in der Kirche Sts-Pierre-et-Paul (Lage) | PM70001875      | Inscrit      | 2004  |                |
| Skulptur Maria Magdalena           | Holz, farbig gefasst und vergoldet, Anfang des 19. Jahrhunderts                                                                         | in der Kirche Sts-Pierre-et-Paul (Lage) | PM70001877      | Inscrit      | 2004  |                |
| Kommunionbank                      | Schmiedeeisen, datiert 1830 | in der Kirche Sts-Pierre-et-Paul (Lage) | PM70001878      | Inscrit      | 2004  | weitere Bilder |
| Gittertür                          | Schmiedeeisen, datiert 1830 | in der Kirche Sts-Pierre-et-Paul (Lage) | auch PM70001915 | Inscrit      | 2004  | weitere Bilder |
| Maria-Immaculata-Altar             | rechter Seitenaltar; Altartisch und Retabel; Stuck und Holz, farbig gefasst und vergoldet, um 1830                                      | in der Kirche Sts-Pierre-et-Paul (Lage) | PM70002020      | Inscrit      | 2004  |                |